# Орєхов Олександр Олександрович
Олександр Олександрович Орєхов (рос. Александр Александрович Орехов, нар. 29 листопада 1983, Кропоткін) — російський футболіст, захисник клубу «Рубін».
Насамперед відомий виступами за клуб «Кубань» та «Рубін». 

## Ігрова кар'єра
Народився 29 листопада 1983 року в місті Кропоткін, Краснодарський край. 
Вихованець футбольної школи клубу «Центр-Р-Кавказ».
У дорослому футболі дебютував 2001 року виступами за «Краснодар-2000», в якому провів два сезони, взявши участь у 45 матчах чемпіонату, після чого недовго виступав за «Кубань».
Протягом 2003–2004 років захищав кольори українського «Арсеналу» (Київ).
Своєю грою знову привернув увагу представників тренерського штабу клубу «Кубань», до складу якого повернувся 2004 року. Відіграв за краснодарську команду наступні чотири сезони своєї ігрової кар'єри. Більшість часу, проведеного у складі «Кубані», був основним гравцем захисту команди.
До складу клубу «Рубін» приєднався на початку 2008 року. Наразі встиг відіграти за казаньську команду 58 матчів в національному чемпіонаті.

## Титули і досягнення
- Чемпіон Росії (2):

«Рубін»: 2008, 2009
- Володар Суперкубка Росії (1):

«Рубін»: 2010
- Володар Кубка Росії (1):

«Рубін»: 2011-12